# محافظة باراغواي
باراغواي (بالإسبانية: Gobernación del Paraguay)‏، وتسمى في الأصل محافظة غوايرا، كانت محافظة من الإمبراطورية الإسبانية وجزء من النيابة الملكية على بيرو ومقرها كان مدينة أسونسيون. أراضيها تشمل تقريبًا باراغواي الحديثة. تم إنشاء المحافظة في 16 ديسمبر 1617 بموجب المرسوم الملكي للملك فيليب الثالث باعتبارها تقسيمًا لمحافظة ريو دي لا بلاتا وباراغواي إلى النصفين الخاصين بها. استمرت المحافظة حتى عام 1782، وبعد ذلك انقسمت الوصية الهائلة لبيرو، وأصبحت باراجواي نية (نوايا) من النيابة الملكية على ريو دي لا بلاتا.